# The Fountainhead
La font, traducció de l'anglès The Fountainhead, és una novel·la de l'escriptora russa nacionalitzada estatunidenca Ayn Rand editada el 1943. El títol es basa en una manifestació de l'autora, una individualista radical i nietzscheana: ”man's ego is the fountainhead of human progress” (“l'ego de l'home és la font del progrés humà”). Un jove editor (de Bobbs-Merrill) va valorar positivament el manuscrit i el llibre va sortir publicat el 15 d'abril de 1943 als Estats Units.
D'aquesta obra es va fer una adaptació cinematogràfica el 1949, dirigida per King Vidor i protagonitzada per Gary Cooper i Patricia Neal.

## Argument
Al New York dels anys 20, un arquitecte creatiu i innovador, Howard Roark, de tarannà individualista i enemic de qualsevol classe de compromisos, està decidit a tirar endavant els seus projectes contra tota mena de dificultats; és un home insubornable.
L'obra es divideix en quatre parts cadascuna de les quals té per títol el nom del principals personatges (llevat de Dominique Francon):
1. "Peter Keating"
2. "Ellsworth M. Toohey"
3. "Gail Wynand"
4. "Howard Roark"

## Personatges
Howard Roark
És el personatge principal, portaveu dels valors d'Aynd Rand i el seu objectivisme. En part està inspirat en la figura de Frank Lloyd Wright. Intransigent, no es deixa influir per les pressions morals d'altres col·legues ni del que es considera estar a la moda.
Dominique Francon
És el principal personatge femení. Filla de Guy Francon, un famós arquitecte ric de gustos clàssics.
Elegant, seductora; una jove moderna. La seva primera trobada amb Roark li deixarà una empremta inesborrable que anirà lligada amb una passió amorosa.
Gail Wynand
És un home fet a si mateix, molt ric, sorgit del Hell's Kitchen, un barri miserable de Nova York que és el propietari d'un diari sensacionalista. Aparentment diferents, considera que Roark i ell tenen els mateixos ideals però el frena el seu amor pel poder. Tant Gail com Dominique admiren Roark.
Peter Keating
És l'antítesi de Roark. També arquitecte però sense la seva creativitat i és un conformista: fa simplement el que desitja el seu client. El seu èxit (treballa per al pare de Dominique) serà limitat en el temps.
Ellsworth Toohey
Ellsworth Toohey és el personatge que encarnarà els valors que Rand rebutja totalment perquè té en compte el que volen les masses. Treballa com a crític d'arquitectura per a Gail Wynand. És un manipulador i la seva influència fa que molts evitin portar-li la contra. Es considera que aquest personatge està inspirat en el polític laborista britànic Harold Laski.